# Nadya Kwandibens
Nadya Kwandibens est une photographe canadienne amérindienne.

## Biographie
Nadya Kwandibens est une photographe anichinabée, ce qui signifie peuple originel. Ce peuple appartient au groupe des Ojibwés de la Première Nation canadienne, située dans l'ouest de l'Ontario. Les Ojibwés forment le troisième groupe autochtone le plus important aux États-Unis.
Vivant  à Toronto dans un centre urbain, au milieu d'immeubles, de rues  et de peu d'espaces verts, elle s'interroge sur son identité et se sent déconnectée par rapport à cet environnement urbain. Photographe autodidacte de portraits et d'événements, elle produit une  oeuvre  à la fois artistique et documentaire. Elle  voyage au Canada pendant plus de 10 ans.

## Œuvre

### Identités autochtones et photographie
En 2008, elle  fonde le studio Red Works Photography qui valorise les modes de vie et les cultures autochtones contemporaines par le biais de photographies, de reportages et de portraits. Elle est spécialisée dans les séances de portraits et de photos en lumière naturelle ainsi que dans la photographie d'événements et de concerts. « Quand j'ai commencé Redworks j'ai remarqué le manque total d'images positives des peuples autochtones . Ce besoin d'images plus positives constitue la base de mon travail créatif » déclare Nadia Kwandibens. Elle préfère travailler en lumière naturelle, tirant parti au maximum des possibilités offertes par cette lumière. Red Works propose également des ateliers, des présentations et des produits d'impression.
En 2008 elle commence une série de portraits  intitulée Concrete Indians. La série pose la question : «  Qui êtes-vous en tant qu'Autochtone vivant dans la ville ? il s'agit de renouer avec vous-même et votre culture, de savoir qui vous êtes vraiment ». L’exposition Concrete Indians présente la réflexion de l’artiste à propos des autochtones  et leur  environnement urbain. Dans cette exposition, la photographe s'interroge  sur ce que devient sa propre culture  dans un tel milieu et  elle se demande comment elle  peut conserver son identité autochtone en ville. 
De nombreux portraits représentent des personnes en habit traditionnel  dans des  quartiers identifiables des villes du Canada. Plusieurs portraits symbolisent   la solidarité entre les peuples autochtones,  d'autres sont des réflexions personnelles,  tous  sont des affirmations  de la culture et de l'identité autochtones.      
Son projet The Red Chair Sessions est centré sur la reconquête des lieux et des langues autochtones, une chaise rouge représentant  le lien avec la terre.
En février 2019,  à travers ses photos elle participe à la campagne nationale de sensibilisation aux enquêtes sur les meurtres et disparitions de femmes autochtones au Canada. Ces photographies  qui  dénoncent  les violences silencieuses dont les femmes sont victimes, elle  les présente dans de nombreuses expositions en Ontario et à travers le Canada.
Le  26 février  2020   elle  donne  une conférence  sur le campus Glendon de  l'Université d'York, la troisième plus grande université du Canada, située à Toronto, Ontario.  Cette conférence est accompagnée d’une exposition de photos  présentée par les étudiants et les étudiantes de Aboriginal people of Canada.

### Œuvres principales
- La série de portraits Concrete Indians commencée en 2008  porte sur l’identité autochtone contemporaine . Un grand nombre de ces portraits montrent des personnes en tenue traditionnelle, dans des quartiers très connus de villes canadiennes. Plusieurs traduisent un sens de la solidarité et de l'unité alors que d’autres sont des réflexions et des expressions personnelles , mais tous  ces portraits affirment la force de la culture et de l’identité autochtones par une  réappropriation de leurs espaces .
- Un portrait de groupe de dix avocates, les 10 Indigenous Lawyers, en avril 2012 à Vancouver, exprime la détermination  des femmes autochtones qui défendent les droits des Premières Nations dans le cadre du système judiciaire. Il s'agit de montrer la présence de ces  femmes autochtones dans une profession que l’on croit souvent majoritairement masculine. Le droit autochtone est  ici personnifié par la force de résilience de ces femmes [6].

## Prix
Elle remporte le Prix du Conseil des arts de l’Ontario pour les arts autochtones en  2018. Créé en 2012, ce prix rend hommage aux réalisations d'artistes et de dirigeants artistiques autochtones qui contribuent  de façon significative aux arts en Ontario 